# Liste der denkmalgeschützten Objekte in Sankt Johann in der Haide
Die Liste der denkmalgeschützten Objekte in Sankt Johann in der Haide enthält die 6 denkmalgeschützten, unbeweglichen Objekte der Gemeinde Sankt Johann in der Haide.

## Denkmäler
| Foto |                 | Denkmal                                                                                            | Standort                                                        | Beschreibung | Metadaten |
| ---- | --------------- | -------------------------------------------------------------------------------------------------- | --------------------------------------------------------------- | --- | --- |
| ja   | Datei hochladen | Kath. Filialkirche Mariae Opferung HERIS-ID: 51788 Objekt-ID: 57577                                | Schölbing Standort KG: Schölbing                                | Die Kirche wurde ursprünglich im Jahr 1635 als einfache Holzkapelle errichtet und 1768 durch den heutigen Bau ersetzt. Die Einrichtung in spätbarockem Stil stammt aus der Bauzeit. | BDA-Hist.: Q38047713 Status: § 2a Stand der BDA-Liste: 2025-06-30 Name: Kath. Filialkirche Mariae Opferung GstNr.: 1994 Kath. Filialkirche Mariae Opferung                               |
| ja   | Datei hochladen | Volksschule HERIS-ID: 69638 Objekt-ID: 82724                                                       | Schölbing 102 Standort KG: Schölbing                            | | BDA-Hist.: Q38122813 Status: § 2a Stand der BDA-Liste: 2025-06-30 Name: Volksschule GstNr.: 1993                                                                                         |
| ja   | Datei hochladen | Einzelgrab der Röm. Kaiserzeit, Hügelgrab St. Johann in der Haide HERIS-ID: 80773 Objekt-ID: 94520 | St.Johann i.d. Haide Standort KG: St. Johann in der Haide       | Wiedererrichtete römische Grabanlage einer Brandbestattung aus dem 2. Jh., charakteristisch für diese Region. Der Dromos dieses Grabes war in besonders sorgfältiger Steinmetzarbeit ausgeführt, die Grabkammer aus Bruchsteinen errichtet. Dieses und weitere Gräber wurden 1983 archäologisch untersucht, bevor sie dem Autobahnbau weichen mussten. | BDA-Hist.: Q38174538 Status: § 2a Stand der BDA-Liste: 2025-06-30 Name: Einzelgrab der Röm. Kaiserzeit, Hügelgrab St. Johann in der Haide GstNr.: 1627                                   |
| ja   | Datei hochladen | Kath. Pfarrkirche hl. Johannes der Täufer HERIS-ID: 51828 Objekt-ID: 57627                         | St.Johann i.d. Haide Standort KG: St. Johann in der Haide       | Die Pfarrkirche, nach der der Ort benannt ist, wurde als Filialkirche von Hartberg zwischen 1363 und 1452 (erste urkundliche Erwähnung) erbaut. Sie ist nicht mehr erhalten. Die heutige Kirche stammt aus dem Jahr 1775 und wurde von Anton Pregartner erbaut.                                                                                        | BDA-Hist.: Q20675724 Status: § 2a Stand der BDA-Liste: 2025-06-30 Name: Kath. Pfarrkirche hl. Johannes der Täufer GstNr.: 1561 Saint John the Baptist Church (Sankt Johann in der Haide) |
| ja   | Datei hochladen | Pfarrhof HERIS-ID: 69628 Objekt-ID: 82714                                                          | St. Johann in der Haide 38 Standort KG: St. Johann in der Haide | | BDA-Hist.: Q38122800 Status: § 2a Stand der BDA-Liste: 2025-06-30 Name: Pfarrhof GstNr.: 1562                                                                                            |
| ja   | Datei hochladen | Ortskapelle zum Hl. Kreuz HERIS-ID: 69639 Objekt-ID: 82725                                         | Unterlungitz Standort KG: Unterlungitz                          | | BDA-Hist.: Q38122821 Status: § 2a Stand der BDA-Liste: 2025-06-30 Name: Ortskapelle zum Hl. Kreuz GstNr.: .55 Ortskapelle Unterlungitz                                                   |